# 卡拉切夫区
卡拉切夫区（俄语：Карачевский район）是俄罗斯联邦布良斯克州下辖的一个区，其行政中心为卡拉切夫。据2016年统计，该区的人口为33615人。